# Konyár vasútállomás
Konyár vasútállomás egy Hajdú-Bihar vármegyei vasútállomás, Konyár településen, a MÁV üzemeltetésében. A belterület északi részén helyezkedik el, közúti elérését a 4811-es útból kiágazó 48 312-es számú mellékút biztosítja.

## Vasútvonalak
Az állomást az alábbi vasútvonalak érintik:
- Debrecen–Nagykereki-vasútvonal

## Kapcsolódó állomások
A vasútállomáshoz az alábbi állomások vannak a legközelebb:
- Derecske-Vásártér megállóhely (Debrecen–Nagykereki-vasútvonal)
- Konyári Sóstófürdő megállóhely (Debrecen–Nagykereki-vasútvonal)

## Forgalom
| Járat | Útvonal | Gyakoriság   |
| ----- | --- | ------------ |
| S506  | Debrecen – Sáránd – Derecske – Derecske-Vásártér – Konyár – Konyári Sóstófürdő – Pocsaj-Esztár – Kismarja – Nagykereki | 1-3 óránként |